# Tim Matheson
Tim Matheson, ursprungligen Timothy Lewis Matthieson, född 31 december 1947 i Glendale, Kalifornien, är en amerikansk skådespelare och regissör. Matheson har bland annat medverkat i Deltagänget, Vita huset och Virgin River.

## Filmografi i urval
- 1967 – Skillsmääsa på amerikanska
- 1972–1973 – Bröderna Cartwright (TV-serie) (14 avsnitt)
- 1972 – Brottsplats: San Francisco (TV-serie) (1 avsnitt)
- 1973 – Kung Fu (TV-serie) (1 avsnitt)
- 1973 – Magnum Force
- 1977 – Hawaii Five-O (TV-serie) (1 avsnitt)
- 1978 – Baa Baa Black Sheep (TV-serie) (1 avsnitt)
- 1978 – Deltagänget
- 1978 – Familjen Macahan (TV-serie) (3 avsnitt)
- 1979 – Gänget drar vidare
- 1979 – 1941 – Ursäkta, var är Hollywood?
- 1983 – Att vara eller inte vara eller Det våras för Hamlet
- 1985 – Fletch
- 1989 – Cannonball Run 3
- 1991 – Släng dig i väggen, Fred!
- 1993 – Batman: The Animated Series (TV-serie) (röstroll, 1 avsnitt)
- 1995 – Cybill (TV-serie) (1 avsnitt)
- 1998 – The New Batman Adventures (TV-serie) (röstroll, 1 avsnitt)
- 1999 – Berättelsen om oss
- 1999 – She's All That
- 1999–2006 – Vita huset (TV-serie) (20 avsnitt)
- 2002 – Kungen av Queens (TV-serie) (1 avsnitt)
- 2003 – Brottskod: Försvunnen (TV-serie) (1 avsnitt)
- 2003 – Ed (TV-serie) (1 avsnitt)
- 2004 – Justice League Unlimited (TV-serie) (röstroll, 1 avsnitt)
- 2007 – Shark (TV-serie) (1 avsnitt)
- 2008–2009 – Burn Notice (TV-serie) (5 avsnitt)
- 2009 – Behind Enemy Lines: Colombia (även regi)
- 2010 – White Collar (TV-serie) (1 avsnitt)
- 2011–2015 – Hart of Dixie (TV-serie) (70 avsnitt)
- 2012–2013 – Scooby Doo! Mysteriegänget (TV-serie) (röstroll, 13 avsnitt)
- 2013 – CSI: Crime Scene Investigation (TV-serie) (2 avsnitt)
- 2016 – Killing Reagan
- 2017 – Jumanji: Welcome to the Jungle
- 2017–2019 – Madam Secretary (TV-serie) (2 avsnitt)
- 2019 – Child's Play
- 2019–2021 – This Is Us (TV-serie) (4 avsnitt)
- 2019–2021 – Virgin River (TV-serie) (64 avsnitt)
- 2021 – Evil (TV-serie) (2 avsnitt)
- 2023 – Quantum Leap (TV-serie) (1 avsnitt)